# 私がクマにキレた理由
『私がクマにキレた理由(わけ)』（The Nanny Diaries）は、2007年のアメリカ映画。原作はベストセラー小説『ティファニーで子育てを』。監督はシャリ・スプリンガー・バーマン&ロバート・プルチーニ。

## 概要
ニューヨークを舞台に、ひょんなことから上流階級の家庭で住み込みの子守(ナニー)として雇われることになった主人公が、我侭な子供と両親に振り回されながらも成長や恋模様をコメディタッチで描いた作品である。主人公のアニーにスカーレット・ヨハンソン、雇い主の"ミセスX"にローラ・リニー、その夫の"ミスターX"にポール・ジアマッティなどが出演する。
全米では2007年8月24日に2629館で公開され、初登場6位を記録。
日本国内では全米公開より1年以上遅れて2008年10月11日より、日比谷みゆき座をメイン館に、全国拡大作品として公開された。2009年11月6日にDVD・ビデオが発売（レンタル開始）となった。

## キャスト
| 役名                               | 俳優                     | 日本語吹替 |
| ---------------------------------- | ------------------------ | ---------- |
| アニー・ブラドック                 | スカーレット・ヨハンソン | 小林沙苗   |
| ミセスX                            | ローラ・リニー           | 五十嵐麗   |
| ミスターX                          | ポール・ジアマッティ     | 青山穣     |
| グレイヤー（子守をする少年）       | ニコラス・アート         | 伊東久美子 |
| リネット（アニーの友達）           | アリシア・キーズ         | 小松由佳   |
| ハーバード・ホッティ               | クリス・エヴァンス       | 加瀬康之   |
| ジュディ・ブラドック（アニーの母） | ドナ・マーフィー         | 小出悦子   |

## その他
シティバンクのシンボルマークが大きな傘となって空から降りてくる、主人公の仕事がナニーであるなど、ディズニー映画の「メリー・ポピンズ」を連想させるイメージ・シーンがある。